# Buddha Zhōngyuán

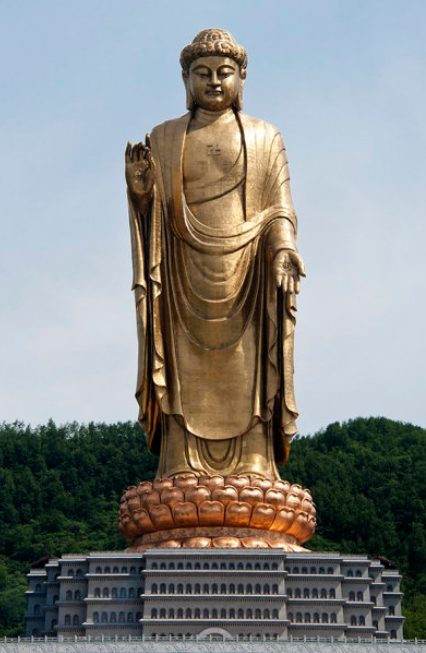
Statua del Buddha Zhōngyuán

Il Grande Buddha della Pianura Centrale (中原大佛S, Zhōngyuán DàfóP) è una statua colossale rappresentante il buddha Vairocana, aspetto manifesto personale dell'Ādibuddha, situata nella contea di Lushan, nella provincia dell'Henan, in Cina e ufficialmente completata nel settembre del 2008.
La statua è la parte più elevata dell'area di un grande tempio buddhista sito nelle vicinanze delle sorgenti termali Tianrui (sorgente a 60 °C, molto nota in Cina per le sue proprietà terapeutiche), chiamato per questo anche "Tempio della Sorgente" (Spring Temple), da cui il nome alternativo informale della statua nel mondo anglofono, Buddha del Tempio della Sorgente (Spring Temple Buddha). L'intero complesso è all'interno dell'Area Panoramica del Monte Fodu (Fodushan Scenic Area), nei pressi della Superstrada Nazionale n. 311 (National Freeway no. 311).
La figura del buddha è alta 128 metri, ma se a quest'altezza si aggiunge quella del basamento di 25 metri rappresentante il trono del loto, l'altezza totale della statua assomma a 153 metri. Attualmente è la seconda statua più alta del mondo, superata nell'ottobre 2018 dalla Statua dell'Unità costruita in India. La parte esterna della statua è costituita da 1.100 lamine di rame ed il peso complessivo è di circa 1.000 tonnellate.